# 貫雲石

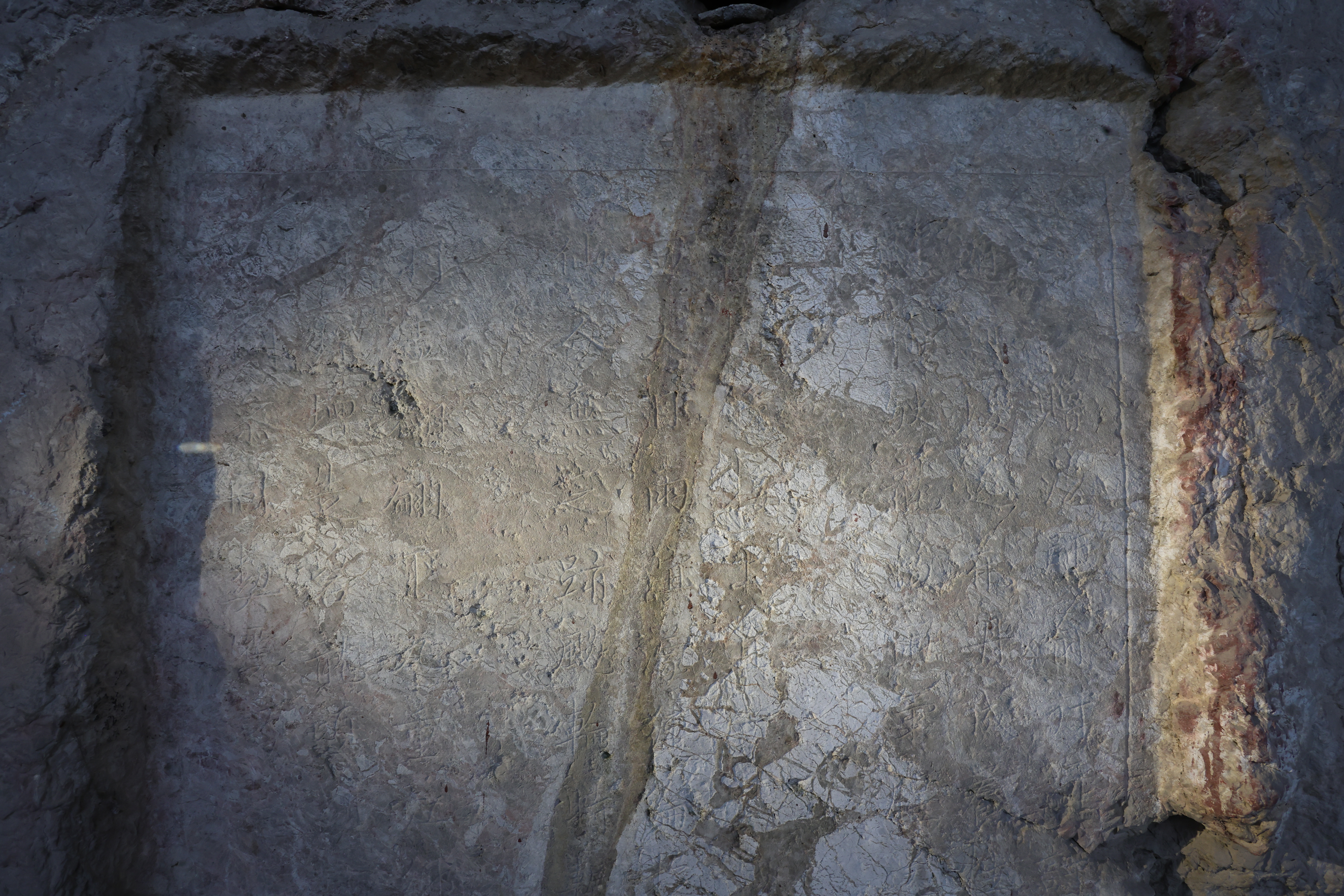
貫雲石贈杭州通玄觀住持俞行簡的詩，摩崖，今在杭州紫陽小學內。

貫雲石（1286年—1324年），原名小云石海涯，阿里海涯之孫。字浮岑，别号成斋、疏仙、石屏、芦花道人等，祖籍西域北庭（今新疆吉木萨尔县），畏兀兒人，元朝作家，精通漢文。
根據蔣一葵《堯山堂外紀》的記載，貫雲石的父親名為「貫只哥」，所以他以「貫」作為他的氏，名「小雲石海涯」，自號「酸齋」，當時和號「甜齋」的徐再思齊名，都以擅長樂府聞名，世稱「酸甜樂府」。
貫雲石善骑射，能作诗文，“其旨皆出人意表”。成年后，袭父爵，任宣武将军、两淮万户府达鲁花赤，出镇湖广行省永州。后将官职让给弟弟忽都海涯。至大元年（1308年），北上大都，受學於姚燧，结识文人许有壬等，常相邀吟诗讲道。未几，选为太子硕德八剌潜邸说书秀才，宿卫禁中。皇庆二年（1313年），担任翰林侍读学士、中奉大夫、知制誥、同修國史，延祐元年（1314年），上疏条六事：释边戍以修文德、教太子以正国本、设谏官以辅圣德、表姓氏以旌勋胄、定服色以变风俗、举贤才以恢至道。所谏切中时弊。深受漢族的思想與文學的影響，愛慕江南風物，憧憬恬靜閒適的生活，随後称疾辭官不做，隱居江南，改名易服，在錢塘賣藥為生，居南门外海鲜巷，自號「蘆花道人」，读释学佛，立书著述。三十九岁去世。葬于大都（今北京）西郊畏兀村祖茔。他善作散曲。对唱腔也颇有研究，據傳他所創的曲調，傳給浙江澉浦楊氏，后稱為「海鹽腔」，流傳至明代，為「崑腔」的先驅。
貫雲石善草隶书，工诗文，他的峭厉有法的古文和慷慨激越的歌行乐府，为时人好评。生前有《贯酸斋诗文集》和《孝经直解》行世，后多散不传。保留至今的有曲小令八十八首，套数十套，诗三十八首、词两首、文三篇和《孝经直解》一卷。所作散曲，风格豪放，也有的作品偏于清丽，内容多写逸乐生活和男女之情。

## 著作
- 專集
  - 《酸齋樂府》：近人任訥所輯。

## 延伸阅读
[在维基数据编辑]
 在维基文库阅读此作者作品
 《元史/卷143》，出自宋濂《元史》
 《新元史/卷160》，出自柯劭忞《新元史》